# Fase G2
Fase G2, ou pós-sintética, é o intervalo entre a duplicação do DNA, Fase 2,  e o início da divisão celular, mitose.
Síntese de RNA e proteínas, a célula está apta para sofrer a divisão.
Neste período dá-se a sintese de moléculas necessárias à divisão celular (como os centríolos).
As fases G e S possuem estas denominações em decorrência de abreviações do inglês - G para gap (intervalo) e S para synthesis (síntese).
Nessa fase(G2)resumidamente acontece o intervalo entre a duplicação do DNA,e também da divisão celular da Mitose
G2 -> Gap 2 (Duplicação de centríolos e produção de glicólise para formar o fuso mitótico ou fuso cariocinético, a célula completa o crescimento e está preparada para a mitose).
São reparados possíveis erros que possam ter ocorrido durante a duplicação do DNA na fase(S)